# Bradley Cooper
Bradley Cooper  (Philadelphia, 5. siječnja 1975.) američki je glumac i producent.

## Životopis
Cooper je rođen u Philadelphiji u irsko-talijanskoj obitelji (otac Irac, a majka Talijanka), a ima i sestru imenom Holly. Kao mali patio je od upale srednjeg uha što mu je otežavalo djetinjstvo.
U jednom je intervjuu rekao kako je kao mali bio usamljen te da mu je u tim trenucima pomagala molitva s obzirom na to da je dolazio iz katoličke obitelji. Vrlo rano mu se pojavila želja za filmskim platnom i to kada je s ocem gledao film Davida Lyncha Čovjek-slon. Kao tinejdžer bio je problematična osoba pa je čak s 15 godina bio uhićen zbog problema s alkoholom.
Pohađao je Germantown Academy, u predgrađu Philadelphije, a nakon toga upisao je katoličko sveučilište Villanova, no ubrzo odlazi Washington na Sveučilište Georgetown gdje i diplomira. Ubrzo nakon toga posjećuje se glumi. U New Yorku upisuje glumački tečaj za što je trebao podići krediti, a otplaćivao ga je od zarade koju je dobivao kao zaštitar u jednom hotelu.

### Osobni život
Cooper je nekoliko puta bio u braku. Najprije se oženio s glumicom Jennifer Esposito s kojom se rastao nakon četiri mjeseca. Zatim se od 2015. viđa s manekenkom Irinom Shayk s kojom se nije oženio, ali ima kćer Leiju. Ubrzo je prekinuo s Irinom te se tokom snimanja filma Zvijezda je rođena počeo viđati s Lady Gagom.

## Filmska karijera
Najprije je imao sporedne uloge u pojedinim televizijskim serijama poput Seks i grada i Zakon i reda. U Seks i gradu glumio je jednog od mnogih dečki s kojim je Sarah Jessica Parker bila u vezi, a u nagrađivanoj seriji Alias dobio je i jednu od glavnih uloga što će mu postati odskočna daska na velika platna. Također je vodio dokumentarnu emisiju The Lonely Planet koja se snimala i u Hrvatskoj.
Prva filmska uloga bila mu je u filmu Neželjeni gost iz 2005. godine, dok je popularnost stekao 2009. godine filmom Mamurluk redatelja Todda Phillipsa.

## Odabrana filmografija
| Godina        | Film (TV serija)             | Uloga          | Bilješke                                |
| ------------- | ---------------------------- | -------------- | --------------------------------------- |
| 1999.         | Seks i grad                  | Jake           | Epizodna uloga                          |
| 2000. – 2001. | The $treet                   | Clay Hammond   | TV serija                               |
| 2004.         | Touching Evil                | Mark Rivers    | TV serija                               |
| 2005.         | Zakon i red                  | Jason Whitaker | Epizodna uloga                          |
| 2001. – 2006. | Alias                        | Will Tippin    |                                         |
| 2005. – 2006. | Povjerljivo iz kuhinje       | Jack Bourdain  |                                         |
| 2005.         | Lovci na djeveruše           | Sack Lodge     | prva filmska uloga                      |
| 2009.         | Mamurluk                     | Phil           |                                         |
| 2011.         | Mamurluk 2                   | Phil           |                                         |
| 2012.         | U dobru i u zlu              | Pat            | Nominacija za Oscara                    |
| 2013.         | Mamurluk 3                   | Phil           |                                         |
| 2013.         | Američki varalice            | Richie DiMaso  | glumac i producent                      |
| 2014.         | Čuvari galaksije             | Rocket         | posudio glas                            |
| 2015.         | Paklena kuhinja              | Adam Jones     |                                         |
| 2017.         | Čuvari galaksije 2           | Rocket         | posudio glas                            |
| 2018.         | Osvetnici: Rat beskonačnosti | Rocket         | posudio glas                            |
| 2018.         | Zvijezda je rođena           | Jack           | glumac, redatelj, producent i scenarist |
| 2019.         | Osvetnici: Završnica         | Rocket         | posudio glas                            |

## Nagrade

### Oscari
| Godina | Nominirano djelo   | Kategorija                                                        | Rezultat   |
| ------ | ------------------ | ----------------------------------------------------------------- | ---------- |
| 2013.  | U dobru i u zlu    | Najbolji glavni glumac                                            | Nominacija |
| 2014.  | Američki varalice  | Najbolji sporedni glumac                                          | Nominacija |
| 2015.  | Američki snajper   | Najbolji film Najbolji glavni glumac                              | Nominacija |
| 2015.  | Američki snajper   | Najbolji film Najbolji glavni glumac                              | Nominacija |
| 2019   | Zvijezda je rođena | Najbolji film Najbolji glavni glumac Najbolji adaptirani scenarij | Nominacija |
| 2019   | Zvijezda je rođena | Najbolji film Najbolji glavni glumac Najbolji adaptirani scenarij | Nominacija |
| 2019   | Zvijezda je rođena | Najbolji film Najbolji glavni glumac Najbolji adaptirani scenarij | Nominacija |
| 2019.  | Joker              | Najbolji film                                                     | Nominacija |

### Zlatni globus
| Godina | Nominirano djelo   | Kategorija                                | Rezultat   |
| ------ | ------------------ | ----------------------------------------- | ---------- |
| 2013.  | U dobru i u zlu    | Najbolji glumac - komedija ili mjuzikl    | Nominacija |
| 2014.  | Američki varalice  | Najbolji sporedni glumac                  | Nominacija |
| 2019   | Zvijezda je rođena | Najbolji redatelj Najbolji glumac - drama | Nominacija |
| 2019   | Zvijezda je rođena | Najbolji redatelj Najbolji glumac - drama | Nominacija |

### BAFTA
| Godina | Nominirano djelo   | Kategorija                                                                                          | Rezultat   |
| ------ | ------------------ | --------------------------------------------------------------------------------------------------- | ---------- |
| 2013.  | U dobru i u zlu    | Najbolji glavni glumac                                                                              | Nominacija |
| 2014.  | Američki varalice  | Najbolji sporedni glumac                                                                            | Nominacija |
| 2019   | Zvijezda je rođena | Najbolji redatelj Najdolji adaptirani scenarij Najbolji film Najbolji glavni glumac Najbolja glazba | Nominacija |
| 2019   | Zvijezda je rođena | Najbolji redatelj Najdolji adaptirani scenarij Najbolji film Najbolji glavni glumac Najbolja glazba | Nominacija |
| 2019   | Zvijezda je rođena | Najbolji redatelj Najdolji adaptirani scenarij Najbolji film Najbolji glavni glumac Najbolja glazba | Nominacija |
| 2019   | Zvijezda je rođena | Najbolji redatelj Najdolji adaptirani scenarij Najbolji film Najbolji glavni glumac Najbolja glazba | Nominacija |
| 2019   | Zvijezda je rođena | Najbolji redatelj Najdolji adaptirani scenarij Najbolji film Najbolji glavni glumac Najbolja glazba | Osvojeno   |

## Vanjske poveznice
- | Logotip Zajedničkog poslužitelja | Zajednički poslužitelj ima još gradiva o temi Bradley Cooper |
- Bradley Cooper u internetskoj bazi filmova IMDb-u (engl.)
- Službena stranica  Arhivirana inačica izvorne stranice od 12. rujna 2020. (Wayback Machine)